# Rödenhof

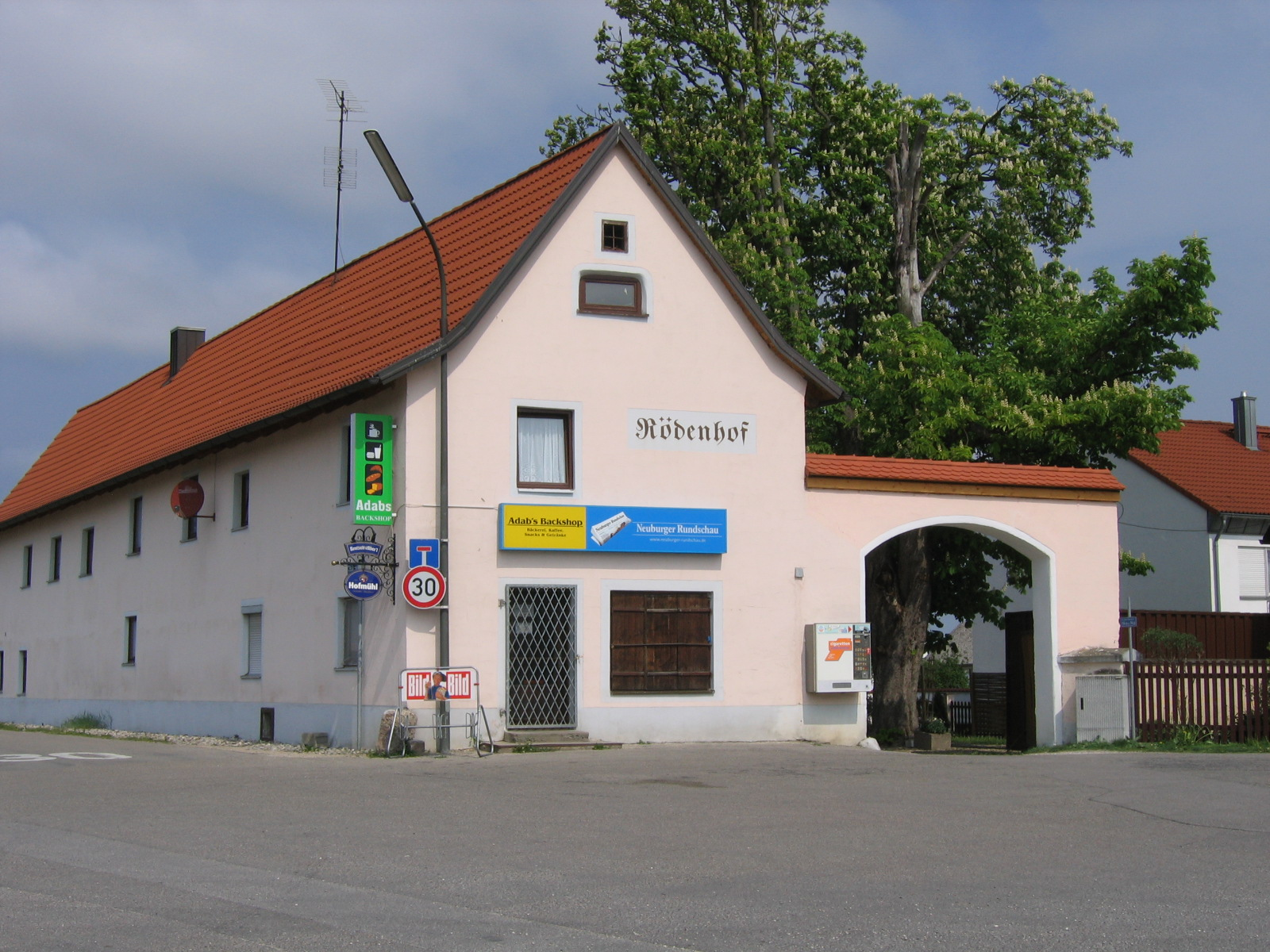
Die einstige Einöde Rödenhof, wie sie sich heute präsentiert

Rödenhof ist ein Gemeindeteil der Großen Kreisstadt Neuburg an der Donau im oberbayerischen Landkreis Neuburg-Schrobenhausen.
Das Dorf war früher ein Gemeindeteil der Gemeinde Zell und wurde mit dieser bei der Eingemeindung am 1. Januar 1976 in die Großen Kreisstadt Neuburg an der Donau eingegliedert.

## Geographie
Rödenhof liegt rund 3,5 Kilometer östlich von Neuburg am nordwestlichen Rand des Donaumooses.

## Geschichte von einst
Viel älter als die benachbarten Stadtteile Marienheim und Heinrichsheim ist das Dorf Rödenhof. Hier war im dritten Jahrhundert ein römischer Vicus, also ein Gutshof. 1220 wurde er unter der Bezeichnung Rothenbach geführt. Im Jahre 1275 ist im Saalbuch, also Steuerverzeichnis, von Herzog Ludwig dem Strengen der Name Rödenbach zu finden.
Das Landschaftsbild hatte damals ein ganz anderes Gesicht. Von Neuburg zog sich in Richtung Osten bis Karlskron eine mächtige Waldkette, geprägt vor allem von stämmigen Eichen. Belebt war die Gegend mit reichlich Wild, sogar die Wölfe sollen hier geheult haben, schreibt das Neuburger Kollektaneenblatt im Jahre 1859. Das heutige „Zeller Eichele“ oder „Eichet“ am Sportplatz ist eine kleine Erinnerung und eine Reihe von Hügelgräbern gibt es als stumme Zeugen der Vergangenheit. Der Name Rödenhof dürfte vom Roden mit Stumpf und Stiel abgeleitet sein.
Seit dem 17. Jahrhundert hatte der Rödenhof verschiedene adelige Besitzer. Die damalige Einöde wird öfters als Hofmark aufgeführt. 1654 kaufte der Vizestatthalter Hans Jakob von Syrgenstein den Rödenhof, 1776 ersteigerte ihn der königliche Leibarzt Graf von Verri. 1794 wollte Franz Seraph Grill eine Weißbier- und Braunbierschenke errichten, doch dies wurde nicht genehmigt. Im Jahre 1806 lag der Rödenhof in den Händen des Freiherrn von Weitenau.
Die damaligen Zustände berichten von einem breiten und üblen Weg. Erst 1777 wurde die Landstraße nach Zell angelegt. Jetzt entwickelte sich ein Streit. Die Gemeinde Zell sowie die Exjesuiten beanspruchten das Gelände als Eigentum. Gegen die kurfürstliche Hofkammer entwickelte sich ein langwieriger Prozess, der erst nach neun Jahren beigelegt wurde und mit einem salomonischen Urteil endete. Beide bekamen je die Hälfte an Grund und Boden zugesprochen.

## Neuere Geschichte
Im Jahre 1860 bestand Rödenhof erst aus sechs Hausnummern, 1920 waren es acht Anwesen. Nach dem Zweiten Weltkrieg gab es hier Baugelände für Heimatvertriebene. Inzwischen ist der Rödenhof zu einer kleinen Vorstadt angewachsen. Von 1905 bis 1992 war das Gasthaus Griebl der markante Treffpunkt.
Neben den schmucken Einfamilienhäusern ist ein Sporthotel mit Sportpark und ein Gewerbegebiet entstanden, außerdem hat sich ein Arzt niedergelassen. 
Der Ort gehört unverändert zur Katholischen Pfarrei Zell betreut. Die evangelischen Christen gehören nach Neuburg (evang.-luth.) beziehungsweise Marienheim (reformiert).